# Continental Marines

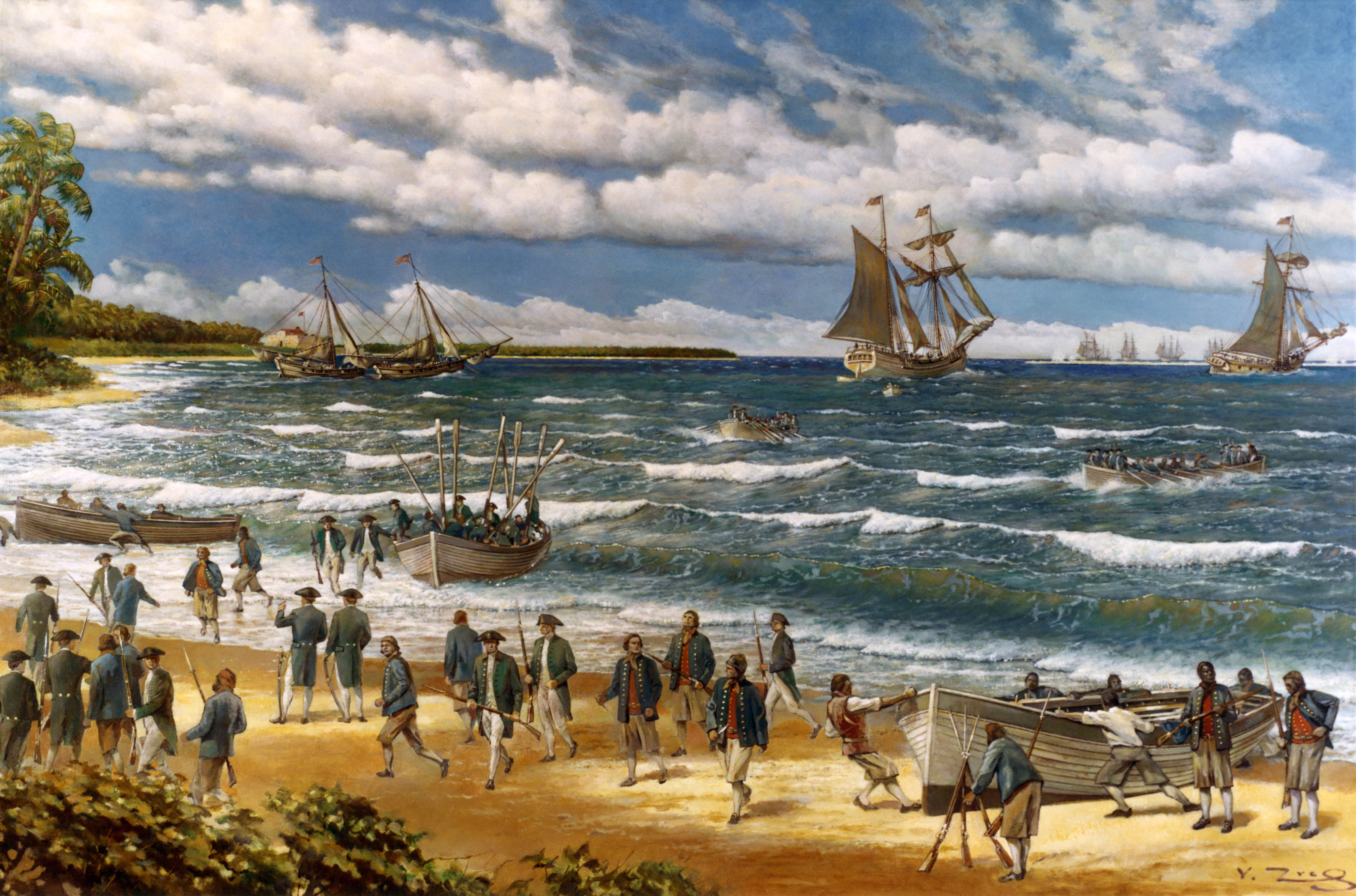
Raid de New Providence, mars 1776 Peinture à l'huile sur toile de V. Zveg, 1973, représentant des marins et des marines continentaux débarquant sur l'île de New Providence, aux Bahamas, le 3 mars 1776. Leur objectif initial, Fort Montagu, se trouve à gauche. Près du rivage se trouvent les petits navires utilisés pour transporter la force de débarquement à proximité de la plage. Ce sont (de gauche à droite) : deux sloops capturés, la goélette Wasp et le sloop Providence. Les autres navires de l'escadre américaine sont visibles au loin. représentation de la w:Bataille de Nassau

Les Continental Marines étaient l'infanterie de marine des Treize colonies durant la guerre d'indépendance américaine. Ce corps fut créé par le Congrès continental le 10 novembre 1775 et fut dissous en 1783. Ses missions étaient multiples mais sa tâche principale était de servir de force de sécurité à bord des navires américains de la Continental Navy, protégeant le capitaine et ses officiers. Durant les engagements navals, les tireurs de précision étaient positionnés dans les hauts de la mâture pour abattre les officiers adverses, les canonniers et les barreurs.
En tout, il y eut plus de 130 officiers et probablement pas plus de 2 000 engagés dans ce corps. Bien que certains soldats de marine s'enrôlèrent ensuite sur les quelques navires de guerre américains, ce corps ne sera pas recréé avant 1798. Malgré ces quinze ans entre la dissolution des Continental Marines et la création de l'actuel Corps des Marines des États-Unis, ce dernier célèbre chaque année le 10 novembre comme sa date anniversaire de création, le United States Marine Corps birthday ball (en).